# 고스트 리콘
고스트 리콘 또는 톰 클랜시의 고스트 리콘(Tom Clancy's Ghost Recon)은 유비소프트가 배급한 군사 전술 슈팅 비디오 게임이다.

## 게임 목록
- 고스트 리콘 (비디오 게임)
- 고스트 리콘: 데저트 시즈
- 고스트 리콘: 아일랜드 썬더
- 고스트 리콘 : 정글 스톰
- 고스트 리콘 2
- 고스트 리콘 2: 서밋 스트라이크
- 톰 클랜시의 고스트 리콘 어드밴스트 워파이터
- 톰 클랜시의 고스트 리콘 어드밴스트 워파이터 2
- 고스트 리콘 프레데터
- 고스트 리콘 (2010년 비디오 게임)
- 고스트 리콘: 섀도 워즈
- 톰 클랜시의 고스트 리콘: 퓨처 솔저
- 톰 클랜시의 고스트 리콘 팬텀스
- 톰 클랜시의 고스트 리콘 와일드랜드
- 고스트 리콘: 브레이크 포인트